# Ишчил, Баде
Баде́ Ишчи́л (тур. Bade İşçil; род. 8 августа 1983, Стамбул) — турецкая актриса, модель.

## Биография
Баде родилась 8 августа 1983 года в Стамбуле.
Окончила факультет моды и дизайна в университете «Йедитепе».
В 2000 годах она начала карьеру модели. Является лицом торговой марки «BECEL».
В 2007 году, на канале «Cine5» вышел первый сериал с участием Баде «Кафе Metropol».
С 2009 по 2011 год Баде играла Шебнем в сериале «Эзель», далее последовала роль Бану в сериале «Кузей Гюней».

## Личная жизнь
31 мая 2013 года Баде вышла замуж за Малкоча Суалпа; 9 августа 2014 года у супругов родился сын Азур.
В июле 2015 года Баде подала на развод.
В январе 2016 года пара приняла решение о примирении, однако в феврале Баде возобновила процесс развода, сказав «Примирение невозможно». В июне 2016 года Баде развелась с супругом. Пара решила остаться друзьями ради их сына Азура.

## Фильмография
| Год       |   | Русское название       | Оригинальное название | Роль           |
| --------- | - | ---------------------- | --------------------- | -------------- |
| 2007      | с | Кафе Metropol          | Metropol Cafe         | Шебнем         |
| 2009—2011 | с | Эзель                  | Ezel                  | Шебнем Сертуна |
| 2011—2013 | с | Кузей Гюней            | Kuzey Güney           | Бану           |
| 2016      | ф | Старая Любовь          | Еѕki Sevgili          | Фериде         |
| 2017—2018 | с | Маленькие преступления | Ufak Tefek Cinayetler | Пелин          |
| 2020—2021 | с | Любовь 101             | Love 101              | Ишык           |